# مارك روبنسون (سياسي أمريكي)
مارك كيث روبنسون (من مواليد 18 أغسطس 1968) هو سياسي أمريكي يشغل منصب نائب الحاكم الخامس والثلاثين لولاية كارولينا الشمالية منذ عام 2021. وهو عضو في الحزب الجمهوري، وهو مرشح الحزب في انتخابات حاكم ولاية كارولينا الشمالية 2024. وهو أول نائب حاكم أسود لولاية كارولينا الشمالية وأول مرشح أسود من حزب رئيسي لمنصب الحاكم.
ولد روبنسون في جرينسبورو، كارولينا الشمالية، وعمل في تصنيع الأثاث لعدة سنوات قبل دخوله عالم السياسة. برز في عام 2018 عندما انتشر مقطع فيديو له وهو يدافع عن حقوق الأسلحة في اجتماع مجلس مدينة جرينسبورو في أعقاب إطلاق النار في مدرسة ستونمان دوغلاس الثانوية. أطلق روبنسون حملته السياسية الأولى في انتخابات نائب حاكم ولاية كارولينا الشمالية عام 2020 وهزم ممثلة الولاية الديمقراطية إيفون لويس هولي. وفي نهاية ولايته الأولى، فاز روبنسون بترشيح الحزب الجمهوري لمنصب حاكم الولاية. وواجه المدعي العام الديمقراطي للولاية جوش شتاين في الانتخابات العامة لعام 2024 والتي خسرها في الخامس من نوفمر.
لدى روبنسون تاريخ في الإدلاء بتصريحات مثيرة للجدل، بما في ذلك حول الإجهاض، ومجتمع المثليين، وحقوق المرأة، وحركة الحقوق المدنية.

## النشأة والتعليم
وُلِد روبنسون في 18 أغسطس 1968 في جرينسبورو بولاية نورث كارولينا، وكان التاسع من بين عشرة أطفال. وقال روبنسون إن والده كان مؤذيًا ومدمنًا على الكحول، وإنه وعائلته عانوا من العنف الأسري. عاش هو وإخوته في رعاية بديلة لجزء من طفولتهم، قبل أن يعودوا للعيش مع والدتهم، التي كانت تعمل كمدبرة منازل.
بعد تخرجه من مدرسة جريمسلي الثانوية، انضم روبنسون إلى الجيش الاحتياطي. أثناء عمله في العديد من مصانع الأثاث في منطقة ترياد، التحق بجامعة ولاية كارولينا الشمالية إيه آند تي، ثم التحق بجامعة كارولينا الشمالية في جرينسبورو، حيث أخذ دروسًا في التاريخ بهدف أن يصبح مدرسًا للتاريخ. تخرج من الجامعة بدرجة البكالوريوس في التاريخ في ديسمبر 2022.

### حملة 2020
في عام 2019، دخل روبنسون الانتخابات التمهيدية للحزب الجمهوري لمنصب نائب حاكم ولاية كارولينا الشمالية بعد انتهاء فترة إعداد التقارير المالية. فاز بترشيح الحزب الجمهوري، متجاوزًا عتبة 30% لتجنب جولة الإعادة في الانتخابات التمهيدية، متغلبًا على عضو مجلس الشيوخ بالولاية آندي ويلز، ومدير التعليم العام مارك جونسون، وعضوة الكونجرس السابقة رينيه إلمرز، والممثل السابق للولاية سكوت ستون. واجه المرشحة الديمقراطية إيفون لويس هولي في الانتخابات العامة في نوفمبر، في سباق حيث سيصبح روبنسون أو هولي أول نائب حاكم أسود في ولاية كارولينا الشمالية. تم انتخاب روبنسون، ليصبح أيضًا ثاني شخص أسود يتم انتخابه لمجلس ولاية كارولينا الشمالية بعد رالف كامبل الابن.
احتوت تقارير تمويل حملة روبنسون لعام 2020 على معلومات غير كاملة عن المساهمين في حملته. حدد مراقب تمويل الحملة بوب هول العديد من النفقات المشكوك فيها في تقارير حملة روبنسون، بما في ذلك 186 دولارًا لفواتير طبية و2840 دولارًا لملابس وإكسسوارات الحملة (تم إنفاق معظمها في متجر للسلع الرياضية)؛ ولم تشرح الحملة كيف كانت هذه النفقات مرتبطة بالحملة. وذكرت تقارير روبنسون أيضًا أن زوجة روبنسون أنفقت 4500 دولار على "ملابس الحملة" لكنها لم تذكر أي تفاصيل. وذكرت التقارير أيضًا أن روبنسون سحب مبلغًا غير مبرر قدره 2400 دولار نقدًا في انتهاك واضح لقانون الولاية الذي يتطلب أن تكون جميع المدفوعات النقدية للمرشحين التي تزيد عن 50 دولارًا مصحوبة بوصف تفصيلي يشرح الغرض من هذه الأموال. بعد أن أصبحت هذه النفقات موضع تدقيق في عام 2021، ألقت حملة روبنسون اللوم على "الأخطاء الكتابية"؛ وقد قدم بوب هول شكوى رسمية إلى مجلس الانتخابات بالولاية بشأن هذه التناقضات وغيرها.

## آراء وتعليقات سياسية
روّج روبنسون لشخصيته باعتباره "محاربًا ثقافيًا محافظًا صريحًا". وهو يروج لإنكار تغير المناخ، ويعارض تقنين الماريجوانا. وقد أشار إلى أنه يريد إزالة العلوم والدراسات الاجتماعية من المناهج الدراسية من الصف الأول إلى الصف الخامس، وإلغاء مجلس التعليم بالولاية، وتوسيع المدارس المستأجرة وبرامج قسائم المدارس، مما قد يحل محل نظام المدارس العامة. حددت وسائل الإعلام آراءه على أنها يمينية،  يمينية متطرفة أو محافظة للغاية.

### الإجهاض
في ثمانينيات القرن العشرين، دفع روبنسون أموالاً لصديقته لإجراء عملية إجهاض، ثم تزوجها فيما بعد. وفقًا لشبكة سي إن إن، ناقش روبنسون إجهاض أحد المشاهير على منتدى إباحي عبر الإنترنت، في عام 2010، قائلًا: "لا يهمني. أريد فقط مشاهدة شريط الجنس!" 
في عام 2018، كتب روبنسون أن الإجهاض هو "إبادة جماعية" و"قتل". في عام 2019، وصف روبنسون الإجهاض بأنه "تضحية بالأطفال". في عام 2019 أيضًا، قال روبنسون إن الإجهاض "يتعلق بقتل الطفل لأنك لم تكن مسؤولاً بما يكفي لإبقاء تنورتك منخفضة أو بنطالك مرفوعًا... لأنك شعرت بالرغبة في ممارسة هوايتك المفضلة... تريد قتل هذا الطفل حتى تتمكن من الاستمرار في حياتك على نحو مريح، ويمكنك الاستمرار في الركض إلى النادي كل ليلة جمعة".
في عام 2020، أعلن روبنسون: "بالنسبة لي، لا يوجد حل وسط بشأن الإجهاض. لا يهمني لماذا أو كيف انتهى الأمر بهذا الطفل في هذا الرحم". في عام 2021، قال روبنسون في إحدى الكنائس: "لا يهمني ما إذا كنت قد حملت للتو. لا يهمني ما إذا كنت حاملاً لمدة 24 ساعة... إذا قتلت هذا الصغير. فهذه جريمة قتل. يديك ملطختان بالدماء". وفي عام 2021 أيضًا، قال روبنسون فيما يتعلق بالنساء: "بمجرد أن تنجب طفلاً، لم يعد جسدك - إنه جسدك. ونعم، هذا يشمل الأب".
قال روبنسون في يونيو 2022: "أريد أن تكون ولاية كارولينا الشمالية الولاية الأكثر تأييدًا للحياة في البلاد. بدون أدنى شك. الإجهاض جريمة قتل. إنه آفة على هذه الأمة. يجب أن يختفي". في فبراير 2023، أعلن روبنسون: "إذا كانت لدي كل السلطة الآن، فلنقل إنني كنت الحاكم ولديّ هيئة تشريعية راغبة، فيمكننا تمرير مشروع قانون ينص على أنه لا يمكنك إجراء عملية إجهاض في ولاية كارولينا الشمالية لأي سبب". في أبريل 2023، قال روبنسون: "أود أن أرى الإجهاض محظورًا". في فبراير 2024، دعا روبنسون إلى استراتيجية "التراجع" فيما يتعلق بالإجهاض: "لقد خفضنا المدة إلى 12 أسبوعًا. والهدف التالي هو خفضها إلى 6 أسابيع، ثم الاستمرار في التحرك من هناك".
في إعلان سياسي في أغسطس 2024، اعترف روبنسون بتورطه السابق في الإجهاض، واتخذ موقفًا مختلفًا بشأن الإجهاض، مؤكدًا: "أنا متمسك بقانوننا الحالي، وهو يوفر استثناءات منطقية لحياة الأم وزنا المحارم والاغتصاب". كان قانون الولاية بشأن الإجهاض في ذلك الوقت يحظر الإجهاض بعد 12 أسبوعًا من الحمل، مع استثناءات. في هذا الإعلان، لم يذكر روبنسون دعمه السابق لقيود الإجهاض الأكثر صرامة، ولم يلتزم برفض التشريعات الأكثر صرامة بشأن الإجهاض التي أقرها الجمهوريون. خلال مقابلة إعلامية في الشهر التالي، عُرض على روبنسون سيناريو مفاده أنه فاز في الانتخابات لمنصب حاكم الولاية و"يقر المجلس التشريعي حظراً لمدة ستة أسابيع" على الإجهاض، وسُئل عما إذا كان سيوقع على مشروع القانون ليصبح قانوناً؛ فأجاب روبنسون "بالتأكيد سنفعل ذلك، لأن هذا هو ما دفعنا نحوه".
في تسجيل صوتي ذكرت لجنة القيادة الديمقراطية في ولاية كارولينا الشمالية أنه تم إجراؤه في سبتمبر 2024 في إحدى فعاليات حملة روبنسون في تروي، قال روبنسون فيما يتعلق بحظر ولاية كارولينا الشمالية لـ 12 أسبوعًا مع الاستثناءات: "لن أقول إنه معقول. لكن إيماني يسمح لي بالعيش مع ذلك، لأن هذا هو المكان الذي يوجد فيه الإجماع. هل أريد الاستمرار في خفضه؟ من الأفضل أن تعرف ذلك. أود أن أخفضه إلى ستة أسابيع. وأود أن أصل إلى الصفر. أود أن أدفعه إلى الوراء قدر استطاعتنا وأن أقضي على أكبر عدد ممكن من حالات الإجهاض... لا يمكننا القيام بذلك دفعة واحدة ". ثم وصف روبنسون كيف استغرق الديمقراطيون "خمسون عامًا" لتغيير سياسات الإجهاض بشكل مستمر، وعلق قائلاً "يمكننا أن نفعل ذلك" أيضًا.

### تصريحات معادية للسامية
أثارت تعليقات السابقة روبنسون التي نظر إليها على أنها معادية للسامية التدقيق والإدانة من جانب البعض. قبل ترشحه لمنصب نائب الحاكم، كان ينشر بشكل متكرر منشورات على فيسبوك تستحضر الصور النمطية المعادية للسامية وتقلل من أفعال النازية. قال مؤخرًا أن فيلم مارفل النمر الأسود "تم إنشاؤه بواسطة يهودي لاأدري وتم تصويره بواسطة ماركسيين شيطانيين" وأنه "تم إنشاؤه فقط لسحب الشيكلات من جيوب السود).   كما ظهر روبنسون في مقابلة مع القس المتطرف شون مون، الذي ادعى أنه يخطط ليصبح "ملك الولايات المتحدة"؛ في المقابلة، ادعى مون أن عائلة روتشيلد كانت واحدة من " فرسان نهاية العالم الأربعة" وروج لنظرية المؤامرة المعادية للسامية لمجموعة من "المصرفيين الدوليين" اليهود الذين يحكمون البنك المركزي في كل بلد. أيد روبنسون ادعاء مون باعتباره "صحيحًا تمامًا". وقد أثارت تصريحات روبنسون، فضلاً عن رفضه الاعتذار عنها أو التراجع عنها، قدراً كبيراً من القلق لدى زعماء الجالية اليهودية في ولاية كارولينا الشمالية، فضلاً عن الانتقادات من جانب المجلس الديمقراطي اليهودي في أمريكا والائتلاف اليهودي الجمهوري (RJC). رفض روبنسون الاعتذار علنًا عن أي من تصريحاته، على الرغم من أنه قال إنه اعتذر بشكل خاص لزعماء يهود محليين في اجتماع في عام 2021. في عام 2022، قال روبنسون إن منشوره على فيسبوك حول النمر الأسود كان "المرة الوحيدة التي اعتذرت فيها عن أي شيء نشرته على فيسبوك" وقال "كنت أعرف حقيقة ما كنت أحاول قوله، لكن كان ينبغي لي اختيار كلمات مختلفة".
في أكتوبر 2023، بعد أن هاجمت حماس إسرائيل، قال روبنسون إنه يدعم إسرائيل، وعندما سُئل عن تعليقاته المعادية للسامية في الماضي، قال "لم أكن معاديًا للسامية أبدًا... كانت هناك بعض المنشورات على فيسبوك التي كانت صياغتها سيئة من جانبي، ولم تنقل مشاعري الحقيقية، وقد تناولت هذه القضايا وتجاوزتها". وعندما سُئل عما إذا كان قد اعتذر، قال روبنسون، "أعتذر عن الكلمة - ليس بالضرورة عن المحتوى، لكننا نعتذر عن الصياغة". شكك معارضو روبنسون في الانتخابات المحلية في صدق الاعتذار ووصفوا تصريحاته السابقة بخطاب الكراهية ومعاداة السامية.
في مارس 2023، ظهرت المزيد من تصريحات روبنسون السابقة على وسائل التواصل الاجتماعي، بما في ذلك منشورات على فيسبوك تبدو وكأنها تشكك في رقم 6 ملايين يهودي لقوا حتفهم في الهولوكوست؛ على سبيل المثال، كتب روبنسون: "هذه الحماقة حول قيام هتلر بنزع سلاح ملايين اليهود ثم قيادتهم إلى معسكرات الاعتقال هي هراء"، و"هناك سبب يجعل وسائل الإعلام الليبرالية تملأ موجات الأثير ببرامج عن النازيين و"6 ملايين يهودي" الذين قتلوهم". انتقد كل من الديمقراطيين والجمهوريين تصريحات روبنسون.
في سبتمبر 2024، ذكرت شبكة سي إن إن أن روبنسون استخدم عبارات معادية للسامية في منتديات إنترنت إباحية في الفترة من 2008 إلى 2012. ووفقًا للشبكة، عرف روبنسون نفسه بأنه " نازي أسود" وأعرب عن دعمه لأدولف هتلر.

### تعليقات معادية للمثليين والمتحولين جنسيًا
بعد إطلاق النار في ملهى ليلي في أرولاندا عام 2016، كتب روبنسون أن "المثلية الجنسية لا تزال خطيئة بغيضة ولن أشارك في "الاحتفال بفخر المثليين".
؟؟في خطاب ألقاه في يونيو 2021 في كنيسة سيجروف بولاية نورث كارولينا، انتقد روبنسون "التحول الجنسي والمثلية الجنسية"، قائلاً: "لا يوجد سبب يجعل أي شخص في أي مكان في أمريكا يخبر أي طفل عن التحول الجنسي والمثلية الجنسية وأي من هذه القذارة. ونعم، لقد وصفتها بالقذارة. وإذا لم يعجبك أنني وصفتها بالقذارة، تعال لرؤيتي وسأشرحها لك". في نفس الخطاب، دعا إلى إنهاء الفصل بين الكنيسة والدولة في المدارس العامة. في أكتوبر 2021، بعد أن كشفت منظمة رايت وينج ووتش عن خطاب روبنسون، دعا السيناتور الديمقراطي جيف جاكسون روبنسون إلى الاستقالة، وقال مكتب الحاكم روي كوبر "إنه لأمر مقزز أن نسمع أي شخص، وخاصة المسؤول المنتخب، يستخدم خطابًا بغيضًا يؤذي الناس وسمعة ولايتنا". كما أدان المدعي العام لولاية كارولينا الشمالية جوش شتاين تعليقات روبنسون.
أدانت إدارة بايدن، في بيان صادر عن المكتب الصحفي للبيت الأبيض، كلمات روبنسون ووصفتها بأنها "مثيرة للاشمئزاز ومسيئة" وقالت إن دور القائد هو "جمع الناس معًا والدفاع عن كرامة وحقوق الجميع؛ وليس نشر الكراهية وتقويض مناصبهم". وفي الشهر التالي، قال روبنسون إن الأزواج من جنسين مختلفين "متفوقون" على الأزواج المثليين لأن الأخيرين لا يستطيعون إنجاب طفل معًا. قارن روبنسون المثلية الجنسية بروث البقر والذباب، موضحًا أن الأخيرة كلها تخدم غرضًا في خلق الله؛ بينما أشار روبنسون إلى المثلية الجنسية قائلًا: "إذا كانت المثلية الجنسية من الله، فما الغرض الذي تخدمه؟ ماذا تصنع؟ ماذا تخلق؟ إنها لا تخلق شيئًا". 
في 3 فبراير 2024، قال روبنسون إنه يؤيد اعتقال الأشخاص المتحولين جنسياً لاستخدامهم مرحاضًا غير محدد بجنسهم عند الولادة، وقال أيضًا إن الأشخاص المتحولين جنسياً يجب أن "يجدوا زاوية في الخارج في مكان ما" إذا احتاجوا إلى استخدام مرحاض عام.

### المرأة والنسوية
قال روبنسون في عام 2016 أن النسوية "يسقيها الشيطان، ثم يحصدها ويبيعها أتباعه" وفي عام 2016 أيضًا، أكد روبنسون أن النسويات "أسوأ من العنصريين، إن لم يكنّ أسوأ".  كما وصف روبنسون النسويات الذكور بأنهم "رجوليون مثل زوج من الملابس الداخلية الدانتيل".
في عام 2016، أدان روبنسون النساء اللاتي يرضعن أطفالهن رضاعة طبيعية في الأماكن العامة ووصفهن بأنهن "مستغلات وقحات للاهتمام". استنتج روبنسون في عام 2017: "الشيء الوحيد الأسوأ من المرأة التي لا تعرف مكانها، هو الرجل الذي لا يعرف مكانه". في عام 2010، قال روبنسون: "أريد بالتأكيد العودة إلى أمريكا حيث لم يكن بإمكان النساء التصويت... لأنه في تلك الأيام كان لدينا أشخاص ناضلوا من أجل التغيير الاجتماعي الحقيقي، وكان يطلق عليهم الجمهوريون."

### تصريحات مثيرة للجدل أخرى
وعلى صفحته على الفيسبوك، التي تضم أكثر من 100 ألف متابع، تعرضت منشورات روبنسون، التي هاجم فيها المتحولين جنسياً، والمسلمين، والرئيس السابق باراك أوباما، والأمريكيين الأفارقة الذين يدعمون الديمقراطيين، لانتقادات شديدة. اتهم روبنسون الأشخاص "الذين يدعمون هذا الوهم الجماعي المسمى بالتحول الجنسي" بالسعي إلى "تمجيد الشيطان". وصف روبنسون أوباما بأنه "ملحد لا قيمة له ومعادٍ لأمريكا" ونشر صور ساخرة عن مسألة ميلاد أوباما؛ واتهم المسلمين الأمريكيين بأنهم "غزاة" "يرفضون الاندماج في طرقنا بينما يطالبون بالاحترام الذي لم يستحقوه"؛ ووصف ميشيل أوباما بأنها رجل؛ وسخر من جوي بيهار وماكسين ووترز بألفاظ فظة. في عام 2020، أكد روبنسون أن فيروس كورونا كان مؤامرة "عالمية" لهزيمة دونالد ترامب، ورفض التهديدات بشأن الجائحة، وكتب، "الوباء الوشيك الذي يقلقني أكثر هو الاشتراكية". في عام 2022، بعد تعرض زوج رئيسة مجلس النواب الأمريكي نانسي بيلوسي للاعتداء، استخف روبنسون بالهجوم ونشر شائعات عنه.
على مدى سبع سنوات، استخدم روبنسون صفحته على الفيسبوك لمهاجمة المهاجرين، وأعضاء مجتمع المثليين، واليهود، والسود. في منشور عام 2013، قال إن شعار " فخر البيض " ليس عنصريًا، وكتب: "لقد سئمت من السود والمكسيكيين الذين يركضون ويصرخون بأنهم فخورون بعرقهم". كتب روبنسون لاحقًا، "ملاحظة إلى الليبراليين؛ سأقبل "فخر المثليين" عندما تقبلون "فخر البيض". في منشورات أخرى، سخر روبنسون من اللهجات الصينية؛ وأشار إلى الأمريكيين من أصل أفريقي باستخدام عبارات عرقية (بما في ذلك "الزنوج المشوشون" و"القردة"). كما روج لنظريات مؤامرة مختلفة، بما في ذلك مزاعم مفادها أن قضايا الاعتداء الجنسي ضد بيل كوسبي كانت من تدبير المتنورين وأن باراك أوباما كان "شيطانًا رفيع المستوى" وأن إلين دي جينيريس "كانت تخدم بفخر في جيش الشيطان"؛ وأن حفل افتتاح دورة الألعاب الأولمبية الصيفية لعام 2016 تضمن رموزًا سرية. وفي إشارة إلى الإجهاض، كتب أيضًا أن المجتمع الأفريقي الأمريكي "يقتل أطفاله بالملايين".
في إحدى حلقات برنامج بودكاست في مارس 2018، وصف روبنسون حركة الحقوق المدنية بأنها مؤامرة شيوعية "لتقويض الرأسمالية" و"لتقويض الاختيار الحر". كما وصف مارتن لوثر كينغ الابن بأنه "شيوعي" و"قس مزيف".
في عام 2020، وصفت هيئة تحرير صحيفة شارلوت أوبزرفر منشورات روبنسون بأنها "محرجة"،  بينما وصفها الحزب الديمقراطي بالولاية بأنها "معادية للمثليين ومعادية للسامية وغير متوازنة تمامًا". كما تعرضت منشورات روبنسون لانتقادات من قبل منظمة المساواة في ولاية كارولينا الشمالية وقادة المجتمع اليهودي في ولاية كارولينا الشمالية. رفض روبنسون الاعتذار عن منشوراته قائلاً: "أنا لست خجلاً من أي شيء أنشره". 
دافع روبنسون عن مذبحة جامعة ولاية كينت عام 1970، والتي قتل فيها أفراد الحرس الوطني العديد من الطلاب في جامعة ولاية كينت بولاية أوهايو الذين كانوا يحتجون على حرب فيتنام. بعد إطلاق النار في مدرسة مارغوري ستونمان دوغلاس الثانوية في باركلاند، فلوريدا عام 2018، سخر روبنسون من الناجين المراهقين، وسخر منهم مرارًا وتكرارًا على المستوى الشخصي، واصفًا الناجين من باركلاند بأنهم "أطفال مدللون، غاضبون، يعرفون كل شيء"؛ و"أوغاد مدللون صغار". وقد صرح أيضًا أن عمليات إطلاق النار الجماعي هي "كارما" للإجهاض.
في 23 يونيو 2023، ألقى روبنسون كلمة في مؤتمر استضافته منظمة أمهات من أجل الحرية شجع فيها على قراءة كتابات العديد من الدكتاتوريين في القرن العشرين، قائلًا: "الأمر هو أن سواء كنت تتحدث عن أدولف هتلر، أو ماو، أو ستالين، أو بول بوت، أو كاسترو في كوبا، أو عشرات المستبدين الآخرين في جميع أنحاء العالم، فقد حان الوقت لنا للعودة والبدء في قراءة بعض هذه الاقتباسات". أثارت التعليقات جدلاً آخر، حيث أعربت مصادر إعلامية عن قلقها بشأن ما إذا كان قد ألمح إلى أن الدكتاتوريين المذكورين قد أسيء فهمهم أو تم إخراجهم من سياقهم، بالإضافة إلى حقيقة أنه روج لقراءة أفكارهم.
في خطاب ألقاه في 30 يونيو 2024 في كنيسة وايت ليك، قال "بعض الناس بحاجة إلى القتل!" وتابع قائلاً "لقد حان الوقت ليقول شخص ما ذلك. إنها ليست مسألة انتقام. إنها ليست مسألة وقاحة أو حقد. إنها مسألة ضرورة!" 

## الحياة الشخصية
تزوج روبنسون من يولاندا ديشيل هيل في عام 1990. أنجبا طفلاً في عام 1990 وآخر في عام 1992. يعيشون في هاي بوينت، ولاية كارولينا الشمالية. يعتبر نفسه مسيحيًا إنجيليًا وقد تمت دعوته للتبشير في التجمعات بما في ذلك كنيسة الثالوث المعمدانية في مورسفيل.
في منشور على وسائل التواصل الاجتماعي عام 2012، اعترف روبنسون بأنه في عام 1989، دفع ثمن إجهاض امرأة كان قد أقام على علاقة معها. في عام 2022، قال روبنسون أن المرأة المذكورة هي زوجته لاحقًا، يولاندا.

### الإفلاس والديون
أعلن روبنسون عن إفلاسه ثلاث مرات: في عام 1998، و1999، و2003.  ورُفعت دعاوى قضائية ضده عدة مرات بسبب عدم سداد الديون. في عام 2012، رفع مالك العقار الذي يسكن فيه روبنسون دعوى قضائية ضده بسبب فشله في دفع حوالي 2000 دولار للإيجار؛ وقد تقدم المالك بطلب إخلاء عاجل.
وفقًا لسجلات المحكمة، لم يدفع روبنسون ضريبة الدخل الفيدرالية لمدة سبع سنوات، كما فرضت عليه مصلحة الضرائب الداخلية ضرائب منذ عام 2012. قال روبنسون في عام 2020 إن مشاكله مع مصلحة الضرائب قد تم حلها.
في عام 2022، قال روبنسون لقناة WRAL-TV في مقابلة، "ليس لدي أي ضرائب غير مدفوعة". بعد أن كشفت محطة التلفزيون أن روبنسون مدين بعدة مئات من الدولارات لمقاطعة جيلفورد في خمس فواتير ضريبة مركبات متأخرة (تعود إلى الفترة من 2006 إلى 2018)، سدد روبنسون الضرائب. وقال إنه لم يكن يعلم أنه لم يدفع ضريبة السيارة، قائلاً: "أنا لست جيدًا لللغاية في الرياضيات".